# Melanie Michaelis

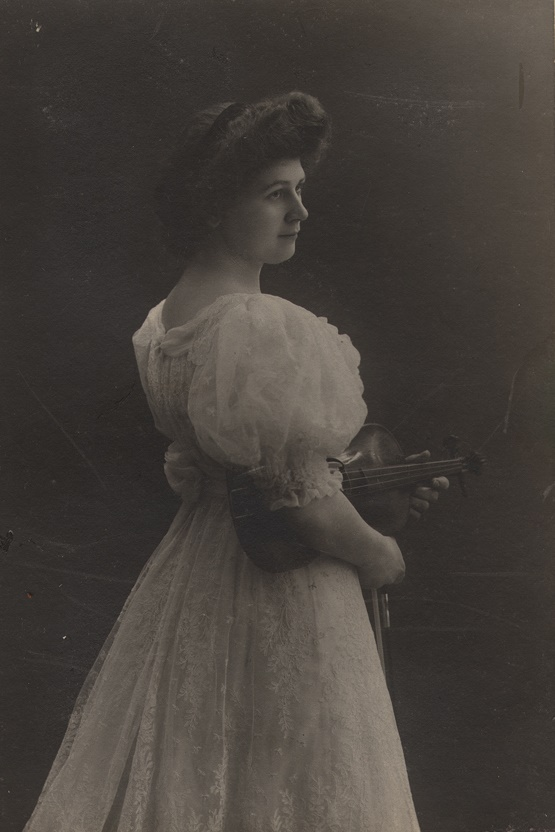
Melanie Michaelis (1905)

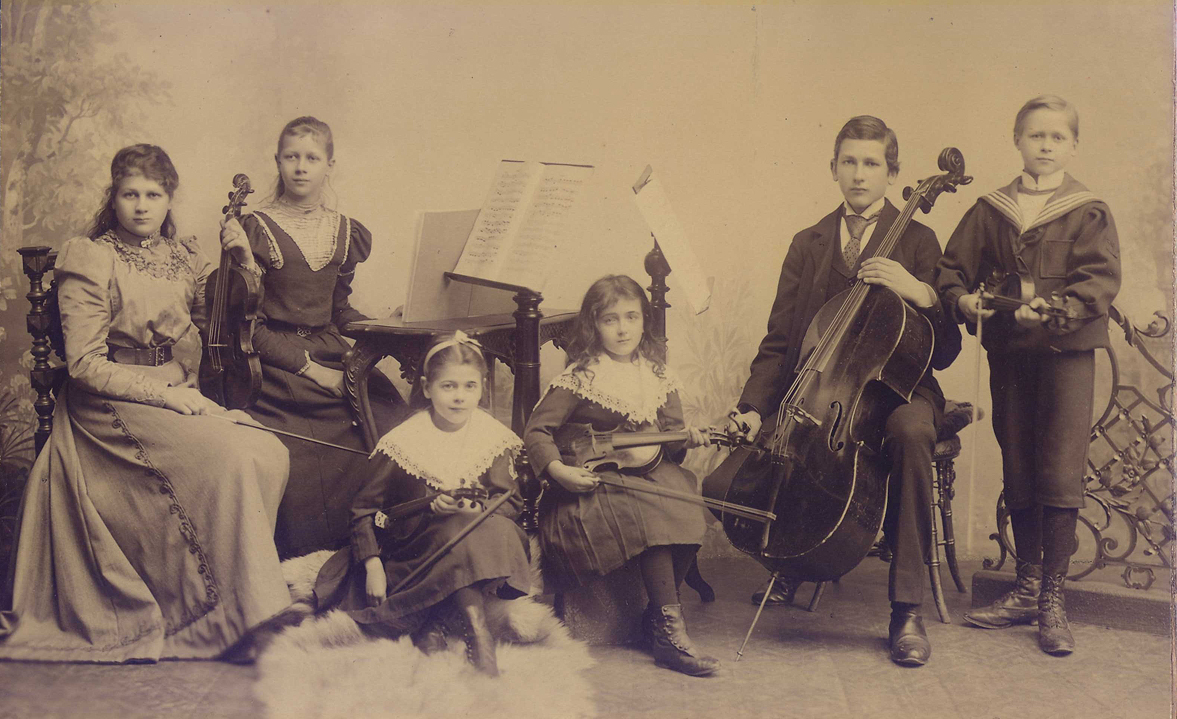
Michaelis-Geschwister, li. Melanie (1902)

Melanie Michaelis (* 20. April 1882 in Wiesbaden; † 14. Oktober 1969 in München) war eine deutsche Violinistin.

## Leben
Melanies Vater war Arthur Michaelis (1859–1922), Direktor des Wiesbadener Konservatoriums. Die Mutter Auguste war eine Tochter des Komponisten Albert Parlow. Melanie erhielt von ihrem Vater Violinunterricht und besuchte die Höhere Töchterschule in Wiesbaden. Von 1898 bis 1903 studierte sie Violine bei Karl Markees und ab 1899 bei dessen Lehrer Joseph Joachim an der Königlichen Hochschule für Musik Berlin. Die Dr. Josef Joachim-Stiftung verlieh ihr 1902 eine Violine.
Nachdem sie 1906 mit den Berliner Philharmonikern unter August Scharrer debütiert hatte, konnte sie sich in Berlin und im internationalen Musikleben als Solistin und Kammermusikerin etablieren. Sie konzertierte in Russland, Holland, England und in der Schweiz. 1911 zog sie nach München. Als Violinistin und Violinpädagogin gründete sie 1912 das Michaelis-Quartett und leitete ein „Kammerorchester für altklassische Musik“.
Im Herbst 1913 spielte sie mit ihrem Bruder Hans Michaelis Johann Sebastian Bachs Doppelkonzert d-Moll (BWV 1043) in Berlin. Mit dem Pianisten Max von Pauer unternahm sie im Frühjahr 1917 eine Deutschlandtournee, unter anderem nach Freiberg und Berlin.
In den 1930er Jahren wandte sie sich zeitgenössischer  Musik zu und spielte Werke von Hermann von Glenck, Joseph Haas, Paul Hindemith, Arthur Honegger, Rudolf Peters, Hans Pfitzner, Sergej Prokofjew, Maurice Ravel, Igor Strawinsky und Ernst Toch. Von 1932 bis 1936 unterrichtete sie ihren Neffen, den späteren Komponisten Giselher Klebe. Nach dem Zweiten Weltkrieg konzertierte sie auf Schloss Elmau, wo sie des Öfteren lange wohnte.
Verheiratet war sie nach eigenem Bekunden nur mit ihrer Guadagnini-Geige, die Friedrich Koenig, der vierte Sohn des deutschen Zuckermagnaten Leopold Koenig, der Familie 1903 in Sankt Petersburg geschenkt hatte. Viele Jahre war Melanie Michaelis mit Wilhelm Furtwängler befreundet, der sie gern geheiratet hätte. Seine erhaltenen Briefe an sie aus den Jahren 1909 bis 1931 sind in Privatbesitz; besonders viele Briefe schrieb er ihr im Jahre 1915. Erhalten ist auch ein Dankschreiben von Walter und Hilde Furtwängler an Melanie Michaelis zur Anteilnahme an der Trauer um Wilhelm Furtwängler aus seinem Todesjahr 1954.
In München wohnte Melanie Michaelis zuletzt in der Äußeren Prinzregentenstraße 17a, davor in der Franz-Josef-Straße 14. Zu ihrem 75. Geburtstag gratulierte Münchens 2. Bürgermeister, der Musikalienhändler und Musikverleger Adolf Hieber.

## Erwähnungen
- Allgemeine Zeitung, Band 116, Ausgaben 40–52, Bayerische Druckerei und Verlagsanstalt, 1913, S. 706 (mit ihrem Bruder Hans)
- Die Musik, Bd. 6, Ausgabe 2, 1907, S. 117 und 126
- Die Musik, Bd. 11, Teil 2, Verlag M. Hesse, 1912, S. 188
- Die Woche, Bd. 8, Ausgaben 1–10, Verlag A. Scherl, 1906, S. CXXX
- Einhundert Jahre Berliner philharmonisches Orchester: Die Mitglieder des Orchesters, die Programme, die Konzertreisen, Erst- und Uraufführungen, 1982, S. 103
- Melos, Bd. 13, Melos-Verlag, 1930, S. 152 und 552
- Musikalisches Wochenblatt, Bd. 39, Verlag E.W. Fritzsch, 1908, S. 448
- Musikpädagogische Blätter: Zentralblatt für das gesamte musikalische Unterrichtswesen, Bände 25–26, Herausgeber Emil Breslaur, Anna Morsch, W. Peiser Verlag, 1902, S. 280
- Neue Zeitschrift für Musik, Band 105, Teil 1, Herausgeber Robert Schumann, Verlag B. Schott, 1938, S. 104
- Signale für die musikalische Welt, Bd. 78, 1920, S. 418